# 2016年リオデジャネイロオリンピックのインド選手団
2016年リオデジャネイロオリンピックのインド選手団（2016ねんリオデジャネイロオリンピックのインドせんしゅだん）は、2016年8月5日から8月21日にかけてブラジルのリオデジャネイロで開催された2016年リオデジャネイロオリンピックのインド選手団、およびその競技結果。

## 概要
今大会は銀メダル1個、銅メダル1個の合計2個のメダルを獲得した。
バドミントン女子シングルスでシンドゥ・プサルラが銀メダルを獲得した。インド女子選手として初のオリンピック銀メダル獲得となった。

## メダル
| メダル | 選手名             | 競技         | 種目                     |
| ------ | ------------------ | ------------ | ------------------------ |
| 銀     | シンドゥ・プサルラ | バドミントン | 女子シングルス           |
| 銅     | サクシ・マリク     | レスリング   | 女子フリースタイル58kg級 |